# Hiéroglyphe égyptien N37
Pour les articles homonymes, voir Bassin et N37.

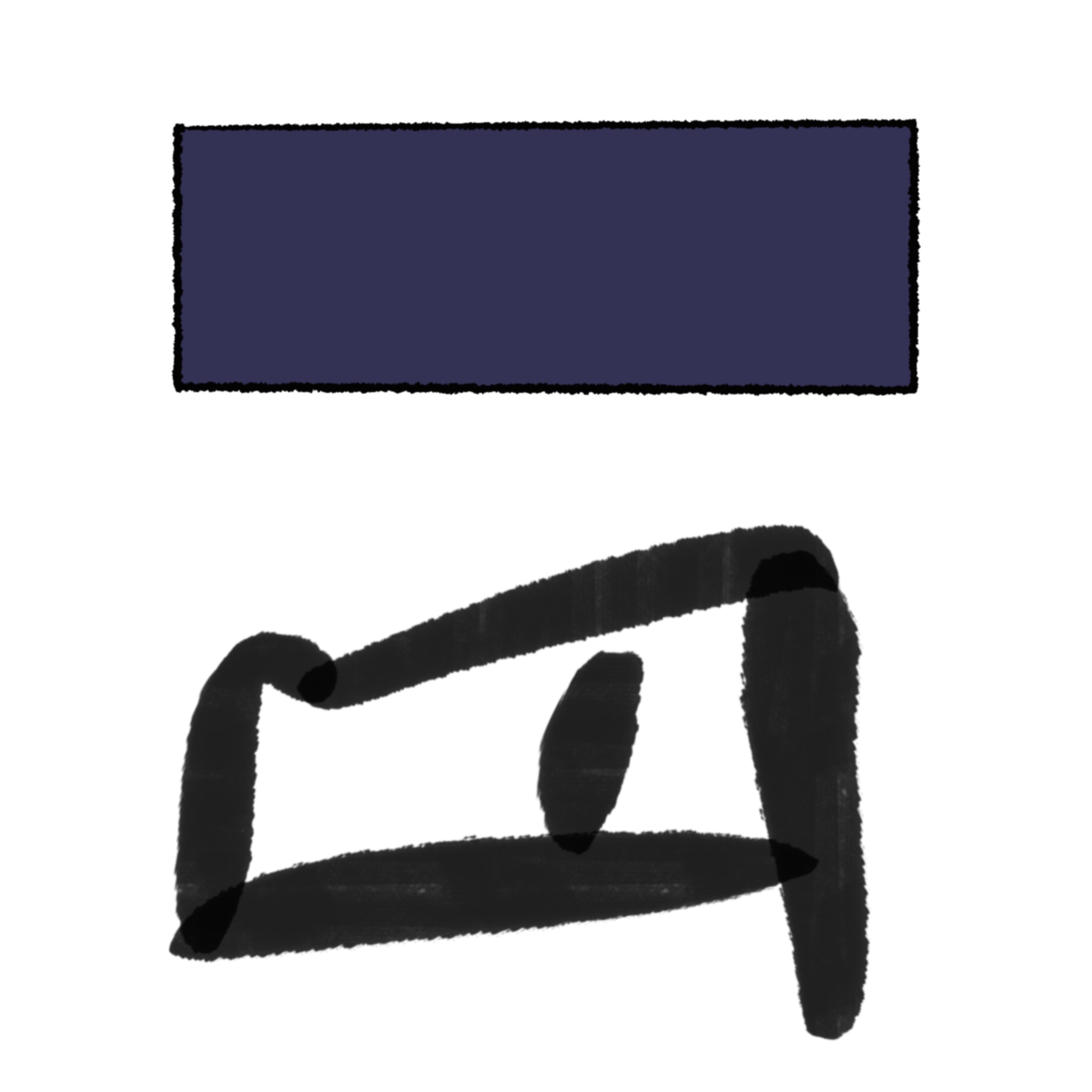
Version hiératique et hiéroglyphique

Le bassin en hiéroglyphes égyptiens, est classifié dans la section N « Ciel, terre, eau » de la liste de Gardiner ; il y est noté N37.

## Représentation
Il représente un bassin de jardin ou un étang. En écriture cursive le trait de remplissage est parfois remplacé par des dents courant le long d'une des longueur. Il est translittéré š ou sṯȝt.

## Utilisation
| N38 | / | N39 |

| N38 | / | N39 |

| N37 · N23 · Z1 |

| N37 · N23 · Z1 |

d'où découle sa fonction en tant que phonogramme unilitère de valeur š.
| V2 · t · t | N37 | / | N37 · Z1 |

| V2 · t · t | N37 | / | N37 · Z1 |

représente une terre irrigué.
| N36 |

| N36 |

| N23 |

| N23 |

| X4 |

| X4 |

| z · n | S · O31 |

| z · n | S · O31 |

| z · n | S · O31 |

| z · n | S · O31 |

« ouvrir »
| O39 |

| O39 |

## Exemples de mots
| i | A | S | A2 |

| i | A | S | A2 |

| H | a · p · r | N35A | S · Z2 |

| H | a · p · r | N35A | S · Z2 |

| i | n · r | S |

| i | n · r | S |